# Švábovce
Švábovce (niem. Schwabsdorf; węg. Svábfalva, do 1899 r. Svabócz) – wieś (obec) na Słowacji położona w kraju preszowskim, w okręgu Poprad. Pierwsze wzmianki o miejscowości pochodzą z roku 1268. 
Według danych z dnia 31 grudnia 2010, wieś zamieszkiwało 1221 osób, w tym 628 kobiet i 593 mężczyzn.
W 2001 roku rozkład populacji względem narodowości i przynależności etnicznej oraz religijnej wyglądał następująco:
- Słowacy – 91,15%
- Romowie – 7,14%
- Czesi – 0,20%

- katolicy – 48,89%
- ewangelicy – 45,27%
- grekokatolicy – 0,50%
- inni – 0,40%
- niewierzący – 3,02%
- przynależność niesprecyzowana – 1,71%

We wsi znajduje się zabytkowy wczesnogotycki kościół katolicki i nowoczesny kościół ewangelicki z XX wieku.